# Обвинувач
Обвинува́ч — особа або орган, який складає й підтримує під час судового процесу вимогу покарання звинуваченого.
Зазвичай це прокурор, що підтримує в суді державне обвинувачення, і потерпілий у кримінальному провадженні у формі приватного обвинувачення та в інших випадках, передбачених Кримінальним процесуальним Кодексом.